# Kicenița, Razgrad
Kicenița (în bulgară Киченица) este un sat în comuna Razgrad, regiunea Razgrad,  Bulgaria. 

## Demografie
Componența etnică a satului Kicenița
     Turci (85,29%)
     Bulgari (6,69%)
     Nicio identificare (7,13%)
     Romi (0,87%)
La recensământul din 2011, populația satului Kicenița era de 687 locuitori. Din punct de vedere etnic, majoritatea locuitorilor (85,29%) erau turci, cu o minoritate de bulgari (6,69%). Pentru 7,13% din locuitori nu este cunoscută apartenența etnică.